# Las Fuentes (Burgos)
Las Fuentes es un núcleo de población español del municipio de Valle de Mena, perteneciente a la provincia de Burgos, en la comunidad autónoma de Castilla y León.

## Historia
Hacia mediados del siglo XIX, el lugar era ya referido como barrio perteneciente a Angulo, dentro del municipio de Valle de Mena. Aparece descrito en el octavo volumen del Diccionario geográfico-estadístico-histórico de España y sus posesiones de Ultramar de Pascual Madoz con las siguientes palabras:

FUENTES (las): barrio en la prov. de Burgos, part. jud. de Villarcayo: es uno de los que componen el l. ó valle de Angulo. (V.)
(Madoz, 1847, p. 244)

En 2023, el núcleo de población de Las Fuentes, encuadrado dentro de la entidad singular de población de Angulo, tenía empadronados 5 habitantes.